# Partners in Crime

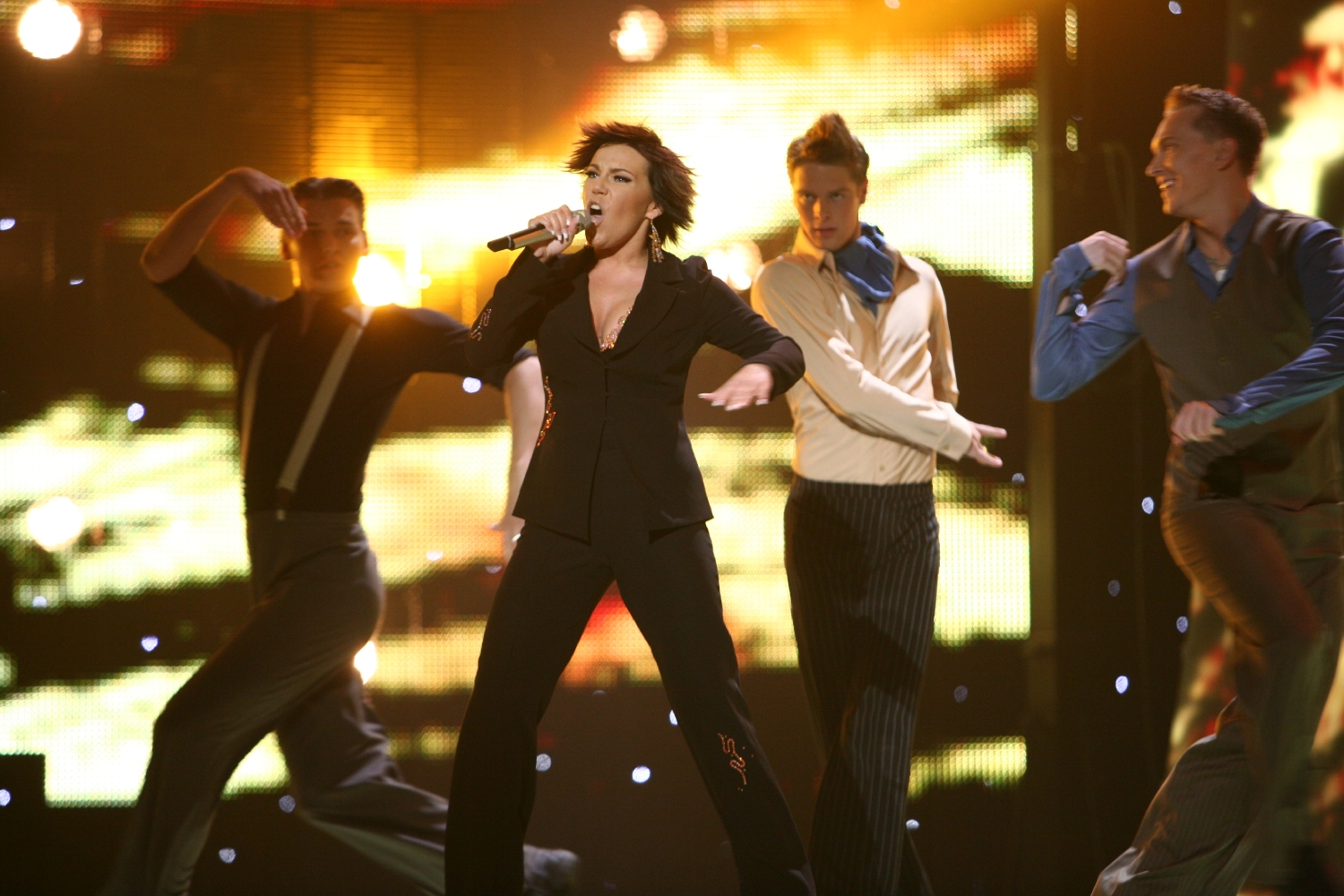
Gerli Padar zpívá „Partners In Crime“

„Partners in Crime“ (česky Spolupachatelé) je píseň, se kterou Gerli Padar reprezentovala Estonsko na Eurovision Song Contest 2007. Hudbu k písni složil Henrik Sal-Saller, autorem textu je Berit Veiber.

## Eurovision Song Contest
Více než píseň si pozornost médií k estonské delegaci získal fakt, že Gerli Padar je sestrou Tanela Padara, který vyhrál Eurovision Song Contest před několika lety. V řadě rozhovorů a tiskových konferencí byla Gerli požádána, aby se k této skutečnosti vyjádřila.
V semifinále Eurovision Song Contest 2007 píseň vystoupila jako 23. v pořadí (po Maďarsku, které zastupovala zpěvačka Magdi Ruzsa s písní „Unsubstantial Blues“ a před Belgií, které zastupovala skupina The KMG's s písní „Love Power“. Na závěr hlasování obdržela 33 bodů, což mezi 28 soutěžícími stačilo na 22. místo a nevystoupila ve finále.
Estonsko získalo 2 body od Gruzie, 3 body od Irska, 4 body od Moldavska, 6 bodů od Litvy, 6 bodů od Finska a 12 bodů od sousedního Lotyšska.
Na pódiu soutěže se vedle Gerli Padar objevili 2 doprovodné zpěvačky (Johanna Munter a Mirjam Mesak) a 3 tanečníci.
Píseň byla následována na Eurovision Song Contest 2008 trojicí Kreisiraadio s písní „Leto Svet“.